# Lliga de Campions Femenina de la UEFA 2023–24
La Lliga de Campions Femenina de la UEFA 2023–24 fou la 23a edició del campionat europeu de futbol femení de clubs organitzat per la UEFA i la 15a edició des que es va reanomenar Lliga de Campions Femenina de la UEFA. Fou la tercera edició que comptà amb una fase de grups de 16 equips.
La final es va celebrar a l'Estadi de San Mamés de Bilbao entre el Futbol Club Barcelona, el campió vigent, que va revalidar el títol amb una victòria per 2-0 davant l'Olympique Lyonnais, el club amb més títols de la màxima competició europea.

## Assignació d'equips de l'associació
El rànquing d'associacions basat en els coeficients de països femenins de la UEFA s'utilitza per determinar el nombre d'equips participants per a cada associació:
- Les associacions de l'1 al 6 tenen cadascuna tres equips classificats.
- Les associacions 7-16 tenen dos equips classificats cadascuna.
- Totes les altres associacions, si s'han inscrit, tenen cadascuna un equip classificat.
- El guanyador de la Lliga de Campions Femenina de la UEFA 2022-2023 rebria una entrada addicional si no s'hagués classificat directament per a la Lliga de Campions 2023-24 a través de la seva lliga nacional.

Una associació ha de tenir una lliga domèstica femenina per entrar en un equip. A partir del 2022-2023, 52 de les 55 associacions membres de la UEFA organitzen una lliga nacional femenina, amb les excepcions d'Andorra (1 club a Espanya), Liechtenstein (3 clubs a Suïssa) i San Marino (1 club a Itàlia).

### Rànquing de l'associació
Per a la Lliga de Campions Femenina de la UEFA 2023-24, a les associacions se'ls assignen places segons els seus coeficients UEFA de l'Associació Femenina a 2022, que té en compte el seu rendiment a les competicions europees de 2017-18 a 2021-22.
| Rang | Associació    | Coef.  | Equips | Notes |
| ---- | ------------- | ------ | ------ | ----- |
| 1    | França        | 88.333 | 3      |       |
| 2    | Alemanya      | 75.666 | 3      |       |
| 3    | Espanya       | 66.166 | 3      |       |
| 4    | Anglaterra    | 66.000 | 3      |       |
| 5    | Suècia        | 34.166 | 3      |       |
| 6    | Txèquia       | 33.833 | 3      |       |
| 7    | Itàlia        | 29.500 | 2      |       |
| 8    | Dinamarca     | 27.750 | 2      |       |
| 9    | Països Baixos | 24.500 | 2      |       |
| 10   | Islàndia      | 24.250 | 2      |       |
| 11   | Kazakhstan    | 23.000 | 2      |       |
| 12   | Noruega       | 22.500 | 2      |       |
| 13   | Escòcia       | 22.000 | 2      |       |
| 14   | Belarús       | 19.500 | 2      |       |
| 15   | Ucraïna       | 18.500 | 2      |       |
| 16   | Àustria       | 18.500 | 2      |       |
| 17   | Portugal      | 18.000 | 1      |       |
| 18   | Suïssa        | 17.500 | 1      |       |
| 19   | Lituània      | 15.500 | 1      |       |

| Rang | Associació           | Coef.  | Equips | Notes |
| ---- | -------------------- | ------ | ------ | ----- |
| 20   | Xipre                | 15.000 | 1      |       |
| 21   | Rússia               | 14.250 | 0      | [ a ] |
| 22   | Sèrbia               | 14.000 | 1      |       |
| 23   | Albània              | 12.000 | 1      |       |
| 24   | Bèlgica              | 12.000 | 1      |       |
| 25   | Polònia              | 11.000 | 1      |       |
| 26   | Finlàndia            | 9.500  | 1      |       |
| 27   | Bòsnia i Hercegovina | 9.500  | 1      |       |
| 28   | Hongria              | 9.000  | 1      |       |
| 29   | Romania              | 9.000  | 1      |       |
| 30   | Croàcia              | 8.500  | 1      |       |
| 31   | Grècia               | 8.000  | 1      |       |
| 32   | Turquia              | 8.000  | 1      |       |
| 33   | Irlanda              | 7.500  | 1      |       |
| 34   | Eslovènia            | 7.000  | 1      |       |
| 35   | Bulgària             | 6.000  | 1      |       |
| 36   | Kosovo               | 5.500  | 1      |       |
| 37   | Eslovàquia           | 5.500  | 1      |       |

| Rang | Associació       | Coef. | Equips | Notes |
| ---- | ---------------- | ----- | ------ | ----- |
| 37   | Estònia          | 5.500 | 1      |       |
| 39   | Montenegro       | 5.000 | 1      |       |
| 40   | Gal·les          | 4.500 | 1      |       |
| 41   | Geòrgia          | 4.000 | 1      |       |
| 42   | Israel           | 4.000 | 1      |       |
| 43   | Irlanda del Nord | 3.500 | 1      |       |
| 44   | Luxemburg        | 3.000 | 1      |       |
| 45   | Illes Fèroe      | 3.000 | 1      |       |
| 46   | Malta            | 2.500 | 1      |       |
| 47   | Letònia          | 2.000 | 1      |       |
| 47   | Macedònia        | 2.000 | 1      |       |
| 47   | Moldàvia         | 2.000 | 1      |       |
| 47   | Armènia          | 2.000 | 0      | SL    |
| NR   | Azerbaidjan      | —     | 0      | SL    |
| NR   | Gibraltar        | —     | 0      | SL    |
| NR   | Andorra          | —     | 0      | SL    |
| NR   | Liechtenstein    | —     | 0      | SL    |
| NR   | San Marino       | —     | 0      | SL    |

### Distribució
|                                    | Camí                         | Equips que comencen en aquesta ronda                                                                      | Equips que provenen de la ronda anterior                                                                                 |
| ---------------------------------- | ---------------------------- | --- | --- |
| Ronda 1 (Mini-torneig) (57 equips) | Camí de campions (41 equips) | - 41 campions de les associacions 8–49 (excepte Rússia)                                                   | |
| Ronda 1 (Mini-torneig) (57 equips) | Camí de la lliga (16 equips) | - 6 tercers classificats de les associacions 1–6 - 10 equips segons classificats de les associacions 7–16 | |
| Ronda 2 (24 equips)                | Camí de campions (14 equips) | - 3 campions de les associacions 5–7                                                                      | - 11 guanyadors per eliminació directa de la ronda anterior                                                              |
| Ronda 2 (24 equips)                | Camí de la lliga (10 equips) | - 6 equips segons classificats de les associacions 1–6                                                    | - 4 guanyadors per eliminació directa de la ronda anterior                                                               |
| Fase de grups (16 equips)          | Fase de grups (16 equips)    | - 4 campions de les associacions 1–4 (incloent el defensor del títol, el Barcelona)                       | - 7 guanyadors per eliminació directa del camí de la Campions - 5 guanyadors per eliminació directa del camí de la Lliga |
| Fase eliminatòria (8 equips)       | Fase eliminatòria (8 equips) | | - 4 guanyadors de grup de la fase de grups - 4 subcampions de grup de la fase de grups                                   |

Atès que el Futbol Club Barcelona, campió de la Lliga de Campions, s'ha classificat a través de la seva lliga nacional, s'han fet els següents canvis a la llista d'accés:
- El campió de l'associació 4 (Anglaterra) entra a la fase de grups en lloc de la ronda 2 (Camí de Campions).
- El campió de l'associació 7 (Itàlia) entra a la ronda 2 en lloc de la ronda 1 (Camí de Campions).

### Equips
Les etiquetes entre parèntesis mostren com es va classificar cada equip per al lloc de la seva ronda inicial:
- DT: Defensor del títol
- 1r, 2n, 3r: Posicions de lliga de la temporada anterior

Les dues rondes classificatòries, ronda 1 i ronda 2, es divideixen en Camí de Campions (CP) i Camí de la Lliga (LP).
Coeficients de clubs femenins de la UEFA.
| Fase d'entrada   | Fase d'entrada | Equips                   | Equips                   | Equips                     | Equips                 |  |
| ---------------- | -------------- | ------------------------ | ------------------------ | -------------------------- | ---------------------- |  |
| Fase de grups    | Fase de grups  | BarcelonaDT (1r)         | Lyon (1r)                | Bayern de Múnic (1r)       | Chelsea (1r)           |  |
|                  |                |                          |                          |                            |                        |  |
| Ronda 2          | CH             | Rosengård (1r)           | Slavia Prague (1r)       | Roma (1r)                  |                        |  |
| Ronda 2          | LP             | Paris Saint-Germain (2n) | VfL Wolfsburg (2n)       | Real Madrid (2n)           | Manchester United (2n) |  |
| Ronda 2          | LP             | BK Häcken (2n)           | Sparta Prague (2n)       |                            |                        |  |
| Ronda 2          |                |                          |                          |                            |                        |  |
| Ronda 1          | CH             | Køge (1r)                | Ajax (1r)                | Valur (1r)                 | BIIK Shymkent (1r)     |  |
| Ronda 1          | CH             | Brann (1r)               | Glasgow City (1r)        | Dinamo Minsk (1r)          | Vorskla Poltava (1r)   |  |
| Ronda 1          | CH             | St. Pölten (1r)          | Benfica (1r)             | Zürich (1r)                | Gintra (1r)            |  |
| Ronda 1          | CH             | Apollon Ladies (1r)      | Spartak Subotica (1r)    | Vllaznia (1r)              | Anderlecht (1r)        |  |
| Ronda 1          | CH             | Katowice 1r)             | KuPS 1r)                 | SFK 2000 (1r)              | Ferencváros 1r)        |  |
| Ronda 1          | CH             | U Olimpia Cluj 1r)       | Osijek (1r)              | PAOK (1r)                  | Ankara BB Fomget (1r)  |  |
| Ronda 1          | CH             | Shelbourne (1r)          | Mura 1r)                 | Lokomotiv Stara Zagora 1r) | EP-COM Hajvalia 1r)    |  |
| Ronda 1          | CH             | Spartak Myjava 1r)       | Flora (1r)               | Breznica 1r)               | Cardiff City (1r)      |  |
| Ronda 1          | CH             | Samegrelo 1r)            | Kiryat Gat (1r)          | Cliftonville (1r)          | Racing Union (1r)      |  |
| Ronda 1          | CH             | KÍ (1r)                  | Birkirkara (1r)          | Agarista Anenii Noi (1r)   | SFK Rīga (1r)          |  |
| Ronda 1          | CH             | Ljuboten (1r)            |                          |                            |                        |  |
| Ronda 1          | LP             | Paris FC (3r)            | Eintracht Frankfurt (3r) | Llevant (3r)               | Arsenal (3r)           |  |
| Ronda 1          | LP             | Linköping (3r            | Slovácko (3r)            | Juventus (2n)              | Brøndby (2n)           |  |
| Ronda 1          | LP             | Twente (2n)              | Stjarnan (2n)            | Okzhetpes (2n)             | Vålerenga (2n)         |  |
| Ronda 1          | LP             | Celtic (2n)              | FC Minsk (2n)            | Kryvbas Kryvyi Rih (2n)    | Sturm Graz (2n)        |  |
| Ronda preliminar | CH             | Ljuboten (1r)            | Hayasa (1r)              | Sumgayit (1r)              | Lions Gibraltar (1r)   |  |

## Programa
El calendari de la competició és el següent.
| Fase                 | Ronda           | Data de sorteig  | Partits d'anada                              | Partits de tornada                                 |
| -------------------- | --------------- | ---------------- | -------------------------------------------- | -------------------------------------------------- |
| Classificació        | Primera ronda   | 30 juny 2023     | 5-6 setembre 2023 (semifinals)               | 8-9 setembre 2023 (tercera plaça play-off i final) |
| Classificació        | Segona ronda    | 15 setembre 2023 | 10–11 octubre 2023                           | 18–19 octubre 2023                                 |
| Fase de grups        | Jornada 1       | 20 octubre 2023  | 14–15 novembre 2023                          | 14–15 novembre 2023                                |
| Fase de grups        | Jornada 2       | 20 octubre 2023  | 22–23 november 2023                          | 22–23 november 2023                                |
| Fase de grups        | Jornada 3       | 20 octubre 2023  | 13–14 desembre 2023                          | 13–14 desembre 2023                                |
| Fase de grups        | Jornada 4       | 20 octubre 2023  | 20–21 desembre 2023                          | 20–21 desembre 2023                                |
| Fase de grups        | Jornada 5       | 20 octubre 2023  | 24–25 gener 2024                             | 24–25 gener 2024                                   |
| Fase de grups        | Jornada 6       | 20 octubre 2023  | 30–31 gener 2024                             | 30–31 gener 2024                                   |
| Fase d'eliminatòries | Quarts de final | 6 febrer 2024    | 19–20 març 2024                              | 27–28 març 2024                                    |
| Fase d'eliminatòries | Semifinals      | 6 febrer 2024    | 20–21 abril 2024                             | 27–28 abril 2024                                   |
| Fase d'eliminatòries | Final           | 6 febrer 2024    | 25 maig 2024 a l'Estadi de San Mamés, Bilbao | 25 maig 2024 a l'Estadi de San Mamés, Bilbao       |

## Fase classificatòria

### Ronda 1

#### Classificació
Un total de 57 equips van disputar la primera ronda.
Equips classificats
| Camí de Campions - St. Pölten CC: 30.050 - Glasgow City CC: 29.100 - BIIK Shymkent CC: 25.700 - Benfica CC: 22.800 - Zürich CC: 22.250 - Ajax CC: 18.400 - Vllaznia CC: 16.800 - Spartak Subotica CC: 16.800 - Anderlecht CC: 14.400 - SFK 2000 CC: 13.800 - Køge CC: 12.150 - Vorskla Poltava CC: 12.000 - Apollon Ladies CC: 11.800 - Gintra CC: 11.400 - Valur CC: 10.200 - Ferencváros CC: 9.900 - U Olimpia Cluj CC: 9.600 - Mura CC: 9.000 - Dinamo Minsk CC: 7.200 - Breznica CC: 7.200 - Brann CC: 7.100 - PAOK CC: 6.400 - Osijek CC: 6.100 - Flora CC: 5.600 - Racing Union CC: 5.400 - KuPS CC: 5.200 - Birkirkara CC: 4.800 - Kiryat Gat CC: 4.600 - SFK Rīga CC: 4.200 - KÍ CC: 3.600 - Agarista Anenii Noi CC: 3.600 - Shelbourne CC: 3.500 - Spartak Myjava CC: 3.300 - EP-COM Hajvalia CC: 2.900 - Lokomotiv Stara Zagora CC: 2.800 - Samegrelo CC: 2.000 - Katowice CC: 1.900 - Ljuboten CC: 1.600 - Ankara BB Fomget CC: 1.500 - Cardiff City CC: 1.100 - Cliftonville CC: 0.900 | Camí de la Lliga - Arsenal CC: 56.366 - Juventus CC: 43.000 - Brøndby CC: 29.650 - FC Minsk CC: 22.200 - Paris FC CC: 18.166 - Eintracht Frankfurt CC: 17.333 - Llevant CC: 17.233 - Twente CC: 15.300 - Linköping CC: 13.399 - Vålerenga CC: 12.100 - Slovácko CC: 7.233 - Sturm Graz CC: 6.550 - Okzhetpes CC: 5.700 - Celtic CC: 5.100 - Kryvbas Kryvyi Rih CC: 4.000 - Stjarnan CC: 3.700 |

#### Camí de Campions

##### Torneig 1
Organitzat per U Olimpia Cluj.
|  | Semifinals             | Semifinals                 |             |       | Final | Final |
|  |                        |                            |             |       |       |       |
|  | 5 setembre             |                            |             |       |       |       |
|  |                        |                            |             |       |       |       |
|  | Ferencváros            | 2 (1)                      |             |       |       |       |
|  | Ferencváros            | 2 (1)                      | 9 setembre  |       |       |       |
|  | Kiryat Gat (prò.) (p.) | 2 (3)                      |             |       |       |       |
|  | Kiryat Gat (prò.) (p.) | 2 (3)                      | Kiryat Gat  | 0 (3) |       |       |
|  | 5 setembre             |                            | Kiryat Gat  | 0 (3) |       |       |
|  |                        | U Olimpia Cluj (prò.) (p.) | 0 (4)       |       |       |       |
|  | U Olimpia Cluj         | U Olimpia Cluj (prò.) (p.) | 0 (4)       | 6     |       |       |
|  | U Olimpia Cluj         |                            |             | 6     |       |       |
|  | Spartak Myjava         | 2                          |             |       |       |       |
|  | Spartak Myjava         | 2                          | Tercer lloc |       |       |       |
|  |                        |                            |             |       |       |       |
|  | 9 setembre             |                            |             |       |       |       |
|  |                        |                            |             |       |       |       |
|  | Ferencváros            | 7                          |             |       |       |       |
|  | Ferencváros            | 7                          |             |       |       |       |
|  | Spartak Myjava         | 0                          |             |       |       |       |

##### Torneig 2
Organitzat per SFK 2000.
|  | Semifinals             | Semifinals |                 |   | Final | Final |
|  |                        |            |                 |   |       |       |
|  | 6 setembre             |            |                 |   |       |       |
|  |                        |            |                 |   |       |       |
|  | Vorskla Poltava (prò.) | 4          |                 |   |       |       |
|  | Vorskla Poltava (prò.) | 4          | 9 setembre      |   |       |       |
|  | Flora                  | 3          |                 |   |       |       |
|  | Flora                  | 3          | Vorskla Poltava | 3 |       |       |
|  | 6 setembre             |            | Vorskla Poltava | 3 |       |       |
|  |                        | Osijek     | 0               |   |       |       |
|  | SFK 2000               | Osijek     | 0               | 0 |       |       |
|  | SFK 2000               |            |                 | 0 |       |       |
|  | Osijek                 | 4          |                 |   |       |       |
|  | Osijek                 | 4          | Tercer lloc     |   |       |       |
|  |                        |            |                 |   |       |       |
|  | 9 setembre             |            |                 |   |       |       |
|  |                        |            |                 |   |       |       |
|  | Flora                  | 3          |                 |   |       |       |
|  | Flora                  | 3          |                 |   |       |       |
|  | SFK 2000               | 5          |                 |   |       |       |

##### Torneig 3
Organitzat per Mura.
|  | Semifinals            | Semifinals |                |       | Final | Final |
|  |                       |            |                |       |       |       |
|  | 6 setembre            |            |                |       |       |       |
|  |                       |            |                |       |       |       |
|  | Apollon Ladies        | 9          |                |       |       |       |
|  | Apollon Ladies        | 9          | 9 setembre     |       |       |       |
|  | Ljuboten              | 0          |                |       |       |       |
|  | Ljuboten              | 0          | Apollon Ladies | 3     |       |       |
|  | 6 setembre            |            | Apollon Ladies | 3     |       |       |
|  |                       | Samegrelo  | 0              |       |       |       |
|  | Mura                  | Samegrelo  | 0              | 0 (4) |       |       |
|  | Mura                  |            |                | 0 (4) |       |       |
|  | Samegrelo (prò.) (p.) | 0 (5)      |                |       |       |       |
|  | Samegrelo (prò.) (p.) | 0 (5)      | Tercer lloc    |       |       |       |
|  |                       |            |                |       |       |       |
|  | 9 setembre            |            |                |       |       |       |
|  |                       |            |                |       |       |       |
|  | Ljuboten              | 1          |                |       |       |       |
|  | Ljuboten              | 1          |                |       |       |       |
|  | Mura                  | 7          |                |       |       |       |

##### Torneig 4
Organitzat per Køge.
|  | Semifinals       | Semifinals |                  |   | Final | Final |
|  |                  |            |                  |   |       |       |
|  | 6 setembre       |            |                  |   |       |       |
|  |                  |            |                  |   |       |       |
|  | Spartak Subotica | 7          |                  |   |       |       |
|  | Spartak Subotica | 7          | 9 setembre       |   |       |       |
|  | KÍ               | 0          |                  |   |       |       |
|  | KÍ               | 0          | Spartak Subotica | 2 |       |       |
|  | 6 setembre       |            | Spartak Subotica | 2 |       |       |
|  |                  | KuPS       | 1                |   |       |       |
|  | Køge             | KuPS       | 1                | 1 |       |       |
|  | Køge             |            |                  | 1 |       |       |
|  | KuPS             | 2          |                  |   |       |       |
|  | KuPS             | 2          | Tercer lloc      |   |       |       |
|  |                  |            |                  |   |       |       |
|  | 9 setembre       |            |                  |   |       |       |
|  |                  |            |                  |   |       |       |
|  | KÍ               | 1          |                  |   |       |       |
|  | KÍ               | 1          |                  |   |       |       |
|  | Køge             | 3          |                  |   |       |       |

##### Torneig 5
Organitzat per Katowice.
|  | Semifinals             | Semifinals |             |   | Final | Final |
|  |                        |            |             |   |       |       |
|  | 6 setembre             |            |             |   |       |       |
|  |                        |            |             |   |       |       |
|  | Brann                  | 5          |             |   |       |       |
|  | Brann                  | 5          | 9 setembre  |   |       |       |
|  | Lokomotiv Stara Zagora | 0          |             |   |       |       |
|  | Lokomotiv Stara Zagora | 0          | Brann       | 2 |       |       |
|  | 6 setembre             |            | Brann       | 2 |       |       |
|  |                        | Anderlecht | 0           |   |       |       |
|  | Anderlecht             | Anderlecht | 0           | 5 |       |       |
|  | Anderlecht             |            |             | 5 |       |       |
|  | Katowice               | 0          |             |   |       |       |
|  | Katowice               | 0          | Tercer lloc |   |       |       |
|  |                        |            |             |   |       |       |
|  | 9 setembre             |            |             |   |       |       |
|  |                        |            |             |   |       |       |
|  | Lokomotiv Stara Zagora | 0 (1)      |             |   |       |       |
|  | Lokomotiv Stara Zagora | 0 (1)      |             |   |       |       |
|  | Katowice (prò.) (p.)   | 0 (3)      |             |   |       |       |

##### Torneig 6
Organitzat per Benfica
|  | Semifinals    | Semifinals |             |   | Final | Final |
|  |               |            |             |   |       |       |
|  | 5 setembre    |            |             |   |       |       |
|  |               |            |             |   |       |       |
|  | BIIK Shymkent | 0          |             |   |       |       |
|  | BIIK Shymkent | 0          | 9 setembre  |   |       |       |
|  | SFK Rīga      | 1          |             |   |       |       |
|  | SFK Rīga      | 1          | SFK Rīga    | 0 |       |       |
|  | 5 setembre    |            | SFK Rīga    | 0 |       |       |
|  |               | Benfica    | 4           |   |       |       |
|  | Benfica       | Benfica    | 4           | 8 |       |       |
|  | Benfica       |            |             | 8 |       |       |
|  | Cliftonville  | 1          |             |   |       |       |
|  | Cliftonville  | 1          | Tercer lloc |   |       |       |
|  |               |            |             |   |       |       |
|  | 9 setembre    |            |             |   |       |       |
|  |               |            |             |   |       |       |
|  | BIIK Shymkent | 4          |             |   |       |       |
|  | BIIK Shymkent | 4          |             |   |       |       |
|  | Cliftonville  | 2          |             |   |       |       |

##### Torneig 7
Organitzat per Vllaznia.
|  | Semifinals       | Semifinals |             |   | Final | Final |
|  |                  |            |             |   |       |       |
|  | 6 setembre       |            |             |   |       |       |
|  |                  |            |             |   |       |       |
|  | Valur            | 2          |             |   |       |       |
|  | Valur            | 2          | 9 setembre  |   |       |       |
|  | Ankara BB Fomget | 1          |             |   |       |       |
|  | Ankara BB Fomget | 1          | Valur       | 2 |       |       |
|  | 6 setembre       |            | Valur       | 2 |       |       |
|  |                  | Vllaznia   | 1           |   |       |       |
|  | Vllaznia         | Vllaznia   | 1           | 4 |       |       |
|  | Vllaznia         |            |             | 4 |       |       |
|  | EP-COM Hajvalia  | 2          |             |   |       |       |
|  | EP-COM Hajvalia  | 2          | Tercer lloc |   |       |       |
|  |                  |            |             |   |       |       |
|  | 9 setembre       |            |             |   |       |       |
|  |                  |            |             |   |       |       |
|  | Ankara BB Fomget | 6          |             |   |       |       |
|  | Ankara BB Fomget | 6          |             |   |       |       |
|  | EP-COM Hajvalia  | 0          |             |   |       |       |

##### Torneig 8
Organitzat per Gintra.
|  | Semifinals   | Semifinals |              |   | Final | Final |
|  |              |            |              |   |       |       |
|  | 6 setembre   |            |              |   |       |       |
|  |              |            |              |   |       |       |
|  | Glasgow City | 2          |              |   |       |       |
|  | Glasgow City | 2          | 9 setembre   |   |       |       |
|  | Shelbourne   | 0          |              |   |       |       |
|  | Shelbourne   | 0          | Glasgow City | 3 |       |       |
|  | 6 setembre   |            | Glasgow City | 3 |       |       |
|  |              | Gintra     | 0            |   |       |       |
|  | Gintra       | Gintra     | 0            | 2 |       |       |
|  | Gintra       |            |              | 2 |       |       |
|  | Cardiff City | 0          |              |   |       |       |
|  | Cardiff City | 0          | Tercer lloc  |   |       |       |
|  |              |            |              |   |       |       |
|  | 9 setembre   |            |              |   |       |       |
|  |              |            |              |   |       |       |
|  | Shelbourne   | 3          |              |   |       |       |
|  | Shelbourne   | 3          |              |   |       |       |
|  | Cardiff City | 0          |              |   |       |       |

##### Torneig 9
Organitzat per St. Pölten.
|  | Semifinals   | Semifinals |            |   | Final | Final |
|  |              |            |            |   |       |       |
|  |              |            |            |   |       |       |
|  |              |            |            |   |       |       |
|  |              |            |            |   |       |       |
|  | 9 setembre   |            |            |   |       |       |
|  |              |            |            |   |       |       |
|  | St. Pölten   | 3          |            |   |       |       |
|  | St. Pölten   | 3          | 6 setembre |   |       |       |
|  |              |            | PAOK       | 0 |       |       |
|  | PAOK         | 6          | PAOK       | 0 |       |       |
|  | PAOK         | 6          |            |   |       |       |
|  | Racing Union | 1          |            |   |       |       |
|  | Racing Union | 1          |            |   |       |       |

##### Torneig 10
Organitzat per Agarista Anenii Noi
|  | Semifinals          | Semifinals |              |   | Final | Final |
|  |                     |            |              |   |       |       |
|  |                     |            |              |   |       |       |
|  |                     |            |              |   |       |       |
|  |                     |            |              |   |       |       |
|  | 9 setembre          |            |              |   |       |       |
|  |                     |            |              |   |       |       |
|  | Ajax                | 3          |              |   |       |       |
|  | Ajax                | 3          | 5 setembre   |   |       |       |
|  |                     |            | Dinamo Minsk | 0 |       |       |
|  | Dinamo Minsk        | 9          | Dinamo Minsk | 0 |       |       |
|  | Dinamo Minsk        | 9          |              |   |       |       |
|  | Agarista Anenii Noi | 0          |              |   |       |       |
|  | Agarista Anenii Noi | 0          |              |   |       |       |

##### Torneig 11
Organitzat per Birkirkara.
|  | Semifinals | Semifinals |            |   | Final | Final |
|  |            |            |            |   |       |       |
|  |            |            |            |   |       |       |
|  |            |            |            |   |       |       |
|  |            |            |            |   |       |       |
|  | 9 setembre |            |            |   |       |       |
|  |            |            |            |   |       |       |
|  | Zürich     | 3          |            |   |       |       |
|  | Zürich     | 3          | 6 setembre |   |       |       |
|  |            |            | Birkirkara | 1 |       |       |
|  | Breznica   | 0          | Birkirkara | 1 |       |       |
|  | Breznica   | 0          |            |   |       |       |
|  | Birkirkara | 1          |            |   |       |       |
|  | Birkirkara | 1          |            |   |       |       |

#### Camí de la Lliga

##### Torneig 1
Organitzat per Twente.
|  | Semifinals           | Semifinals |             |   | Final | Final |
|  |                      |            |             |   |       |       |
|  | 6 setembre           |            |             |   |       |       |
|  |                      |            |             |   |       |       |
|  | Llevant              | 4          |             |   |       |       |
|  | Llevant              | 4          | 9 setembre  |   |       |       |
|  | Stjarnan             | 0          |             |   |       |       |
|  | Stjarnan             | 0          | Llevant     | 2 |       |       |
|  | 6 setembre           |            | Llevant     | 2 |       |       |
|  |                      | Twente     | 3           |   |       |       |
|  | Twente               | Twente     | 3           | 6 |       |       |
|  | Twente               |            |             | 6 |       |       |
|  | Sturm Graz           | 0          |             |   |       |       |
|  | Sturm Graz           | 0          | Tercer lloc |   |       |       |
|  |                      |            |             |   |       |       |
|  | 9 setembre           |            |             |   |       |       |
|  |                      |            |             |   |       |       |
|  | Stjarnan (prò.) (p.) | 0 (7)      |             |   |       |       |
|  | Stjarnan (prò.) (p.) | 0 (7)      |             |   |       |       |
|  | Sturm Graz           | 0 (6)      |             |   |       |       |

##### Torneig 2
Organitzat per Eintracht Frankfurt.
|  | Semifinals          | Semifinals                      |             |       | Final | Final |
|  |                     |                                 |             |       |       |       |
|  | 6 setembre          |                                 |             |       |       |       |
|  |                     |                                 |             |       |       |       |
|  | Juventus            | 6                               |             |       |       |       |
|  | Juventus            | 6                               | 9 setembre  |       |       |       |
|  | Okzhetpes           | 0                               |             |       |       |       |
|  | Okzhetpes           | 0                               | Juventus    | 1 (4) |       |       |
|  | 6 setembre          |                                 | Juventus    | 1 (4) |       |       |
|  |                     | Eintracht Frankfurt (prò.) (p.) | 1 (5)       |       |       |       |
|  | Eintracht Frankfurt | Eintracht Frankfurt (prò.) (p.) | 1 (5)       | 1     |       |       |
|  | Eintracht Frankfurt |                                 |             | 1     |       |       |
|  | Slovácko            | 0                               |             |       |       |       |
|  | Slovácko            | 0                               | Tercer lloc |       |       |       |
|  |                     |                                 |             |       |       |       |
|  | 9 setembre          |                                 |             |       |       |       |
|  |                     |                                 |             |       |       |       |
|  | Slovácko            | 3                               |             |       |       |       |
|  | Slovácko            | 3                               |             |       |       |       |
|  | Okzhetpes           | 0                               |             |       |       |       |

##### Torneig 3
Organitzat per Linköping.
|  | Semifinals         | Semifinals           |             |       | Final | Final |
|  |                    |                      |             |       |       |       |
|  | 6 setembre         |                      |             |       |       |       |
|  |                    |                      |             |       |       |       |
|  | Arsenal            | 3                    |             |       |       |       |
|  | Arsenal            | 3                    | 9 setembre  |       |       |       |
|  | Linköping          | 0                    |             |       |       |       |
|  | Linköping          | 0                    | Arsenal     | 3 (2) |       |       |
|  | 6 setembre         |                      | Arsenal     | 3 (2) |       |       |
|  |                    | Paris FC (prò.) (p.) | 3 (4)       |       |       |       |
|  | Paris FC           | Paris FC (prò.) (p.) | 3 (4)       | 4     |       |       |
|  | Paris FC           |                      |             | 4     |       |       |
|  | Kryvbas Kryvyi Rih | 0                    |             |       |       |       |
|  | Kryvbas Kryvyi Rih | 0                    | Tercer lloc |       |       |       |
|  |                    |                      |             |       |       |       |
|  | 9 setembre         |                      |             |       |       |       |
|  |                    |                      |             |       |       |       |
|  | Linköping          | 3                    |             |       |       |       |
|  | Linköping          | 3                    |             |       |       |       |
|  | Kryvbas Kryvyi Rih | 0                    |             |       |       |       |

##### Torneig 4
Organitzat per Vålerenga.
|  | Semifinals | Semifinals            |             |        | Final | Final |
|  |            |                       |             |        |       |       |
|  | 6 setembre |                       |             |        |       |       |
|  |            |                       |             |        |       |       |
|  | Brøndby    | 0                     |             |        |       |       |
|  | Brøndby    | 0                     | 9 setembre  |        |       |       |
|  | Celtic     | 1                     |             |        |       |       |
|  | Celtic     | 1                     | Celtic      | 2 (10) |       |       |
|  | 6 setembre |                       | Celtic      | 2 (10) |       |       |
|  |            | Vålerenga (prò.) (p.) | 2 (11)      |        |       |       |
|  | FC Minsk   | Vålerenga (prò.) (p.) | 2 (11)      | 1      |       |       |
|  | FC Minsk   |                       |             | 1      |       |       |
|  | Vålerenga  | 3                     |             |        |       |       |
|  | Vålerenga  | 3                     | Tercer lloc |        |       |       |
|  |            |                       |             |        |       |       |
|  | 9 setembre |                       |             |        |       |       |
|  |            |                       |             |        |       |       |
|  | Brøndby    | 2                     |             |        |       |       |
|  | Brøndby    | 2                     |             |        |       |       |
|  | FC Minsk   | 1                     |             |        |       |       |

### Ronda 2

#### Classificació
Un total de 24 equips van jugar a la segona ronda.
Equips qualificats
| Camí de Campions - Slavia Prague CC: 39.233 - Rosengård CC: 33.399 - St. Pölten CC: 30.050 - Glasgow City CC: 29.100 - Benfica CC: 22.800 - Zürich CC: 22.250 - Roma CC: 21.000 - Ajax CC: 18.400 - Spartak Subotica CC: 16.800 - Vorskla Poltava CC: 12.000 - Apollon Ladies CC: 11.800 - Valur CC: 10.200 - U Olimpia Cluj CC: 9.600 - Brann CC: 7.100 | Camí de la Lliga - VfL Wolfsburg CC: 104.333 - Paris Saint-Germain CC: 97.166 - Real Madrid CC: 37.233 - Sparta Prague CC: 27.233 - BK Häcken CC: 22.399 - Paris FC CC: 18.166 - Eintracht Frankfurt CC: 17.333 - Twente CC: 15.300 - Manchester United CC: 12.366 - Vålerenga CC: 12.100 |

#### Resum
Els partits d'anada es van jugar els dies 10 i 11 d'octubre de 2023 i els de tornada els dies 18 i 19 d'octubre de 2023.
Els guanyadors de les eliminatòries van passar a la Fase de grups.
| Equip 1          | Global | Equip 2         | Anada | Tornada |
| ---------------- | ------ | --------------- | ----- | ------- |
| Apollon Ladies   | 0–11   | Benfica         | 0–7   | 0-4     |
| Zürich           | 0-8    | Ajax            | 0–6   | 0–2     |
| Roma             | 9–1    | Vorskla Poltava | 3–0   | 6–1     |
| Valur            | 1-4    | St. Pölten      | 0–4   | 1–0     |
| Slavia Prague    | 11-0   | U Olimpia Cluj  | 5–0   | 6–0     |
| Glasgow City     | 0–6    | Brann           | 0–4   | 0–2     |
| Spartak Subotica | 2-7    | Rosengård       | 1–2   | 1–5     |

| Equip 1             | Global | Equip 2             | Anada | Tornada |
| ------------------- | ------ | ------------------- | ----- | ------- |
| BK Häcken           | 4–3    | Twente              | 2–2   | 2–1     |
| Real Madrid         | 5-1    | Vålerenga           | 2–1   | 3-0     |
| Eintracht Frankfurt | 8–0    | Sparta Prague       | 5–0   | 3–0     |
| Paris FC            | 5–3    | VfL Wolfsburg       | 3–3   | 2-0     |
| Manchester United   | 2–4    | Paris Saint-Germain | 1–1   | 1-3     |

#### Camí de campions
| Apollon Ladies | 0–7     | Benfica                                                                               |
| -------------- | ------- | ------------------------------------------------------------------------------------- |
|                | Informe | Kika 11' · Alidou 20', 78' · C. Costa 34' (pen.) · Cintra 58' · J. Silva 90+1', 90+2' |

| Benfica                                           | 4–0     | Apollon Ladies |
| ------------------------------------------------- | ------- | -------------- |
| Almeida 57' · Kika 65' · Alidou 71' · Ucheibe 78' | Informe |                |

Benfica guanya 11–0 en el global.
| Zürich | 0–6     | Ajax                                                         |
| ------ | ------- | ------------------------------------------------------------ |
|        | Informe | Sabajo 9' · Grant 34' · Leuchter 47', 56', 60' · Tolhoek 89' |

| Ajax              | 2–0     | Zürich |
| ----------------- | ------- | ------ |
| Leuchter 73', 78' | Informe |        |

Ajax guanya 8–0 en el global.
| Roma                                     | 3–0     | Vorskla Poltava |
| ---------------------------------------- | ------- | --------------- |
| Viens 15' · Giugliano 57' · Giacinti 64' | Informe |                 |

| Vorskla Poltava | 1–6     | Roma                                                                           |
| --------------- | ------- | ------------------------------------------------------------------------------ |
| Kozlova 51'     | Informe | Viens 35' · Latorre 56' · De Guglielmo 58', 68' · Kotyk 83' (p.p.), 86' (p.p.) |

Roma guanya 9–1 en el global.
| Valur | 0–4     | St. Pölten                                   |
| ----- | ------- | -------------------------------------------- |
|       | Informe | Mattner 13' · Schumacher 53' · Mädl 59', 63' |

| St. Pölten | 0–1     | Valur       |
| ---------- | ------- | ----------- |
|            | Informe | Dissing 75' |

St. Pölten guanya 4–1 en el global.
| Slavia Prague                                            | 5–0     | U Olimpia Cluj |
| -------------------------------------------------------- | ------- | -------------- |
| Nekesa 4', 9' · Khýrová 42' · Divišová 81' · Křivská 89' | Informe |                |

| U Olimpia Cluj | 0–6     | Slavia Prague                                                                             |
| -------------- | ------- | ----------------------------------------------------------------------------------------- |
|                | Informe | Nekesa 10' · Morávková 42' · McLaughlin 62' · Šurnovská 72' · Stackpole 75' · Khýrová 83' |

Slavia Prague guanya 11–0 en el global.
| Glasgow City | 0–4     | Brann                                      |
| ------------ | ------- | ------------------------------------------ |
|              | Informe | Engesvik 5', 39' · Eikeland 13' · Lund 86' |

| Brann                   | 2–0     | Glasgow City |
| ----------------------- | ------- | ------------ |
| Østenstad 34' · Lie 86' | Informe |              |

Brann guanya 6–0 en el global.
| Spartak Subotica | 1–2     | Rosengård            |
| ---------------- | ------- | -------------------- |
| Belovan 28'      | Informe | Seger 9' · Öling 72' |

| Rosengård                                                                  | 5–1     | Spartak Subotica |
| -------------------------------------------------------------------------- | ------- | ---------------- |
| Kadowaki 26' · Andersson 34' · Schough 45+1' · Holdt 80' · Arnardóttir 85' | Informe | Filipović 90+1'  |

Rosengård guanya 7–2 en el global.

#### Camí de la Lliga
| BK Häcken                   | 2–2     | Twente                 |
| --------------------------- | ------- | ---------------------- |
| Schröder 45+2' · Kosola 47' | Informe | Ziemer 15' · Vliek 53' |

| Twente    | 1–2     | BK Häcken                   |
| --------- | ------- | --------------------------- |
| Vliek 33' | Informe | Anvegård 61' · Schröder 65' |

BK Häcken guanya 4–3 en el global.
| Real Madrid             | 2–1     | Vålerenga |
| ----------------------- | ------- | --------- |
| Zornoza 4' · Gálvez 44' | Informe | Rogic 27' |

| Vålerenga | 0-3     | Real Madrid                                    |
| --------- | ------- | ---------------------------------------------- |
|           | Informe | Toletti 29' · Feller 68' · Del Castillo 90'+5' |

Real Madrid guanya 5–1 en el global.
| Eintracht Frankfurt                                      | 5–0     | Sparta Prague |
| -------------------------------------------------------- | ------- | ------------- |
| Anyomi 6' · Freigang 14' (pen.), 75', 77' · Reuteler 58' | Informe |               |

| Sparta Prague | 0–3     | Eintracht Frankfurt |
| ------------- | ------- | ------------------- |
|               | Informe | Dunst 18', 33', 43' |

Eintracht Frankfurt guanya 8–0 en el global.
| Paris FC                              | 3–3     | VfL Wolfsburg               |
| ------------------------------------- | ------- | --------------------------- |
| Thiney 8' · Bourdieu 16' · Dufour 44' | Informe | Endemann 4' · Popp 30', 73' |

| VfL Wolfsburg | 0–2     | Paris FC                |
| ------------- | ------- | ----------------------- |
|               | Informe | Dufour 38' · Fleury 90' |

Paris FC guanya 5–3 en el global.
| Manchester United | 1–1     | Paris Saint-Germain |
| ----------------- | ------- | ------------------- |
| Malard 70'        | Informe | Chawinga 54'        |

| Paris Saint-Germain              | 3–1     | Manchester United |
| -------------------------------- | ------- | ----------------- |
| Martens 17', 48' · Baltimore 57' | Informe | Naalsund 47'      |

Paris Saint-Germain guanya 4–2 en el global.

## Fase de grups
Setze equips participen a la fase de grups. Als 4 que s'hi classifiquen directament s'hi afegeixen els 7 guanyadors de la segona fase de classificació en el camí de campions i els 5 guanyadors de la segona fase de classificació de la lliga. El sorteig es va celebrar el 20 d'octubre de 2023 i va veure els 16 equips dividits en quatre grups de quatre equips segons el coeficient UEFA dels clubs. Els dos primers de cada grup es classifiquen per a la fase eliminatòria.
- El pot 1 contenia els quatre participants directes, és a dir, els campions de la Lliga de Campions i els campions de les tres primeres associacions basats en els seus coeficients de l'associació femenina de la UEFA.[12]
- Els pots 2, 3 i 4 contenien els equips restants, classificats segons els seus coeficients de clubs femenins de la UEFA de 2023.[13]

Els equips d'una mateixa associació no poden formar part del mateix grup. Abans del sorteig, la UEFA va formar una parella d'equips per a associacions amb dos o tres equips en funció de l'audiència televisiva, on un equip es classificarà als grups A–B i un altre equip als grups C–D, de manera que els dos equips juguen en dies diferents. Els clubs de països amb condicions hivernals severes (Suècia) se'ls assignarà una posició al seu grup que els permetrà jugar fora la jornada 6.
A continuació es mostren els equips participants (amb els seus coeficients de clubs de la UEFA de 2023), agrupats segons el seu cap de sèrie.
- Quatre equips que van entrar en aquesta etapa
- 12 guanyadors de la Ronda 2 (set del Camí de Campions i cinc del Camí de la Lliga)

| Assoc. | Equip           | Coef.   |
| ------ | --------------- | ------- |
| DT & 3 | Barcelona       | 126.233 |
| 1      | Lyon            | 118.166 |
| 2      | Bayern de Múnic | 96.333  |
| 4      | Chelsea         | 81.366  |

| Equip               | Notes | Coef.  |
| ------------------- | ----- | ------ |
| Paris Saint-Germain | CL    | 97.166 |
| Slavia Prague       | CC    | 39.233 |
| Real Madrid         | CL    | 37.233 |
| Rosengård           | CC    | 33.399 |

| Equip      | Notes | Coef.  |
| ---------- | ----- | ------ |
| St. Pölten | CC    | 30.050 |
| Benfica    | CC    | 22.800 |
| BK Häcken  | CL    | 22.399 |
| Roma       | CC    | 21.000 |

| Equip               | Notes | Coef.  |
| ------------------- | ----- | ------ |
| Ajax                | CC    | 18.400 |
| Paris FC            | CL    | 18.166 |
| Eintracht Frankfurt | CL    | 17.333 |
| Brann               | CC    | 7.100  |

Notes
- DT El club defensor del títol de la Lliga de Campions, col·locat automàticament al Pot 1 com a primer cap de sèrie. Com que també era el campió de la tercera associació, també va entrara la fase de grups de forma directa el campió de la quarta associació.
- CC Guanyadors de la ronda 2 (Camí de Campions).
- CL Guanyadors de la ronda 2 (Camí de la Lliga).

| Clau de colors                                                     |
| ------------------------------------------------------------------ |
| Els guanyadors del grup i els subcampions passen a Quarts de final |

### Grup A
| Pos | Equip               | Pt | J | G | E | P | GF | GC | DG  |
| --- | ------------------- | -- | - | - | - | - | -- | -- | --- |
| 1.  | Barcelona           | 16 | 6 | 5 | 1 | 0 | 27 | 5  | +22 |
| 2.  | Benfica             | 9  | 6 | 2 | 3 | 1 | 9  | 12 | -3  |
| 3.  | Eintracht Frankfurt | 7  | 6 | 2 | 1 | 3 | 9  | 8  | +1  |
| 4.  | Rosengård           | 1  | 6 | 0 | 1 | 5 | 3  | 23 | -20 |

| Rosengård     | 1–2     | Eintracht Frankfurt      |
| ------------- | ------- | ------------------------ |
| Schough 90+4' | Informe | Pawollek 25' · Dunst 84' |

| Barcelona                                       | 5–0     | Benfica |
| ----------------------------------------------- | ------- | ------- |
| Alexia 15', 39' · Aitana 44', 52' · Oshoala 62' | Informe |         |

| Benfica  | 1-0     | Rosengård |
| -------- | ------- | --------- |
| Kika 52' | Informe |           |

| Eintracht Frankfurt | 1-3     | Barcelona                           |
| ------------------- | ------- | ----------------------------------- |
| Freigang 42'        | Informe | Paralluelo 48', 62' · Caldentey 59' |

| Rosengård | 0–6     | Barcelona                                                                                          |
| --------- | ------- | -------------------------------------------------------------------------------------------------- |
|           | Informe | Wik 16' (p.p.) · Paralluelo 37' · Guijarro 44' · Aitana 62' · Caldentey 73' (pen.) · Martina 90+2' |

| Benfica    | 1-0     | Eintracht Frankfurt |
| ---------- | ------- | ------------------- |
| Alidou 71' | Informe |                     |

| Eintracht Frankfurt | 1-1     | Benfica    |
| ------------------- | ------- | ---------- |
| Reuteler 28'        | Informe | Raysla 71' |

| Barcelona                                                                                      | 7-0     | Rosengård |
| ---------------------------------------------------------------------------------------------- | ------- | --------- |
| Walsh 15' · Graham Hansen 34' · Paralluelo 55', 60' · Pina 73' · Torrejón 75' · Wik 85' (p.p.) | Informe |           |

| Rosengård                  | 2-2     | Benfica                   |
| -------------------------- | ------- | ------------------------- |
| Schough 13' · Kadowaki 82' | Informe | J. Silva 52' · Alidou 57' |

| Barcelona                        | 2-0     | Eintracht Frankfurt |
| -------------------------------- | ------- | ------------------- |
| Guijarro 19' · Graham Hansen 73' | Informe |                     |

| Benfica                                            | 4-4     | Barcelona                                            |
| -------------------------------------------------- | ------- | ---------------------------------------------------- |
| Alidou 26', 45' · J. Silva 71' · Bronze 81' (p.p.) | Informe | Graham Hansen 18', 54' · Guijarro 20' · Bronze 90+6' |

| Eintracht Frankfurt                                                | 5-0     | Rosengård |
| ------------------------------------------------------------------ | ------- | --------- |
| Açıkgöz 18' · Anyomi 66' · Martinez 74' · Gräwe 76' · Reuteler 84' | Informe |           |

### Grup B
| Pos | Equip         | Pt | J | G | E | P | GF | GC | DG  |
| --- | ------------- | -- | - | - | - | - | -- | -- | --- |
| 1.  | Lyon          | 14 | 6 | 4 | 2 | 0 | 25 | 5  | +20 |
| 2.  | Brann         | 13 | 6 | 4 | 1 | 1 | 9  | 7  | +2  |
| 3.  | Slavia Prague | 5  | 6 | 1 | 2 | 3 | 3  | 13 | -10 |
| 4.  | St. Pölten    | 1  | 6 | 0 | 1 | 5 | 2  | 14 | -12 |

| St. Pölten     | 1–2     | Brann                    |
| -------------- | ------- | ------------------------ |
| Mikolajová 68' | Informe | Engesvik 57' · Anasi 79' |

| Slavia Prague | 0–9     | Lyon |
| ------------- | ------- | --- |
|               | Informe | Däbritz 3' · Van de Donk 14' · Gilles 17', 80' · Le Sommer 21' · Diani 24', 45' · Hegerberg 60' (pen.) · Majri 62' |

| Lyon                              | 2–0     | St. Pölten |
| --------------------------------- | ------- | ---------- |
| Van de Donk 4' · Balog 47' (p.p.) | Informe |            |

| Brann       | 1–0     | Slavia Prague |
| ----------- | ------- | ------------- |
| Crummer 21' | Informe |               |

| St. Pölten | 0-0     | Slavia Prague |
| ---------- | ------- | ------------- |
|            | Informe |               |

| Lyon                          | 3-1     | Brann        |
| ----------------------------- | ------- | ------------ |
| Diani 6', 48' · Hegerberg 23' | Informe | Kielland 73' |

| Brann                        | 2–2     | Lyon                            |
| ---------------------------- | ------- | ------------------------------- |
| Kielland 34' · Gaupset 90+4' | Informe | Majri 6' · Hegerberg 13' (pen.) |

| Slavia Prague | 1–0     | St. Pölten |
| ------------- | ------- | ---------- |
| Khýrová 56'   | Informe |            |

| Slavia Prague | 0-1     | Brann               |
| ------------- | ------- | ------------------- |
|               | Informe | Lukášová 65' (p.p.) |

| St. Pölten | 0–7     | Lyon                                                                          |
| ---------- | ------- | ----------------------------------------------------------------------------- |
|            | Informe | Hegerberg 21', 36' · Däbritz 22', 87' · Gilles 55' · Marozsán 79' · Diani 83' |

| Lyon                 | 2-2     | Slavia Prague                  |
| -------------------- | ------- | ------------------------------ |
| Majri 4' · Bècho 74' | Informe | Černá 9' · Gilles 90+1' (p.p.) |

| Brann                         | 2–1     | St. Pölten           |
| ----------------------------- | ------- | -------------------- |
| Kielland 20' · Eikeland 90+1' | Informe | Mattner-Trembleau 7' |

### Grup C
| Pos | Equip               | Pt | J | G | E | P | GF | GC | DG |
| --- | ------------------- | -- | - | - | - | - | -- | -- | -- |
| 1.  | Paris Saint-Germain | 10 | 6 | 3 | 1 | 2 | 10 | 8  | +2 |
| 2.  | Ajax                | 10 | 6 | 2 | 1 | 2 | 7  | 8  | -1 |
| 3.  | Bayern de Múnic     | 7  | 6 | 1 | 4 | 1 | 8  | 8  | 0  |
| 4.  | Roma                | 5  | 6 | 1 | 2 | 3 | 10 | 11 | -1 |

| Bayern de Múnic                       | 2–2     | Roma                        |
| ------------------------------------- | ------- | --------------------------- |
| Damnjanović 20' · Linari 45+4' (p.p.) | Informe | Viens 58' · Giugliano 90+1' |

| Ajax                               | 2–0     | Paris Saint-Germain |
| ---------------------------------- | ------- | ------------------- |
| Hoekstra 34' · Spitse 45+1' (pen.) | Informe |                     |

| Paris Saint-Germain | 0-1     | Bayern de Múnic |
| ------------------- | ------- | --------------- |
|                     | Informe | Eriksson 21'    |

| Roma                             | 3-0     | Ajax |
| -------------------------------- | ------- | ---- |
| Giacinti 5', 14' · Giugliano 47' | Informe |      |

| Bayern de Múnic | 1-1     | Ajax      |
| --------------- | ------- | --------- |
| Schüller 2'     | Informe | Grant 38' |

| Paris Saint-Germain            | 2–1     | Roma         |
| ------------------------------ | ------- | ------------ |
| Geyoro 45' (pen.) · Katoto 46' | Informe | Giacinti 58' |

| Roma          | 1-3     | Paris Saint-Germain                    |
| ------------- | ------- | -------------------------------------- |
| Giugliano 88' | Informe | Chawinga 26' · Katoto 67' · Albert 78' |

| Ajax         | 1-0     | Bayern de Múnic |
| ------------ | ------- | --------------- |
| Leuchter 44' | Informe |                 |

| Roma                           | 2-2     | Bayern de Múnic     |
| ------------------------------ | ------- | ------------------- |
| Giacinti 33' · Giugliano 90+3' | Informe | Schüller 87', 90+6' |

| Paris Saint-Germain         | 3-1     | Ajax         |
| --------------------------- | ------- | ------------ |
| Katoto 7', 25' · Geyoro 40' | Informe | Leuchter 31' |

| Bayern de Múnic         | 2-2     | Paris Saint-Germain               |
| ----------------------- | ------- | --------------------------------- |
| Gwinn 36' · Lohmann 75' | Informe | Chawinga 73' · Stanway 88' (p.p.) |

| Ajax                              | 2-1     | Roma        |
| --------------------------------- | ------- | ----------- |
| Hoekstra 45' · Kramžar 84' (p.p.) | Informe | Bartoli 32' |

### Grup D
| Pos | Equip       | Pt | J | G | E | P | GF | GC | DG  |
| --- | ----------- | -- | - | - | - | - | -- | -- | --- |
| 1.  | Chelsea     | 14 | 6 | 4 | 2 | 0 | 15 | 5  | +10 |
| 2.  | BK Häcken   | 11 | 6 | 3 | 2 | 1 | 6  | 5  | +1  |
| 3.  | Paris FC    | 7  | 6 | 2 | 1 | 3 | 5  | 11 | -7  |
| 4.  | Real Madrid | 1  | 6 | 0 | 1 | 5 | 5  | 10 | -5  |

| Paris FC          | 1–2     | BK Häcken                 |
| ----------------- | ------- | ------------------------- |
| Dufour 59' (pen.) | Informe | Kafaji 29' · Sandberg 56' |

| Real Madrid             | 2–2     | Chelsea                |
| ----------------------- | ------- | ---------------------- |
| Carmona 10', 79' (pen.) | Informe | Charles 41' · Kerr 74' |

| BK Häcken               | 2-1     | Real Madrid |
| ----------------------- | ------- | ----------- |
| Kafaji 59' · Kosola 76' | Informe | Bruun 10'   |

| Chelsea                          | 4–1     | Paris FC     |
| -------------------------------- | ------- | ------------ |
| Kerr 30', 48', 55' · Ingle 90+1' | Informe | Gréboval 38' |

| Paris FC              | 2-1     | Real Madrid |
| --------------------- | ------- | ----------- |
| Dufour 4' · Thiney 6' | Informe | Møller 53'  |

| Chelsea | 0-0     | BK Häcken |
| ------- | ------- | --------- |
|         | Informe |           |

| Real Madrid | 0-1     | Paris FC          |
| ----------- | ------- | ----------------- |
|             | Informe | Thiney 79' (pen.) |

| BK Häcken   | 1-3     | Chelsea                      |
| ----------- | ------- | ---------------------------- |
| Larisey 26' | Informe | Kerr 14' · Cuthbert 52', 64' |

| BK Häcken | 0-0     | Paris FC |
| --------- | ------- | -------- |
|           | Informe |          |

| Chelsea                               | 2-1     | Real Madrid |
| ------------------------------------- | ------- | ----------- |
| Reiten 62' (pen.) - Chavas 71' (p.p.) | Informe | Athenea 69' |

| Real Madrid | 0-1     | BK Häcken  |
| ----------- | ------- | ---------- |
|             | Informe | Kafaji 63' |

| Paris FC | 0–4     | Chelsea                                          |
| -------- | ------- | ------------------------------------------------ |
|          | Informe | Kirby 10' · Fishel 37' · Reiten 74' · Mjelde 79' |

## Fase d'eliminatòries
A la fase eliminatòria, els equips juguen entre ells a doble partit a casa i a fora, excepte la final d'un partit. El mecanisme dels sortejos per a cada ronda és el següent:
- En el sorteig dels quarts de final, els quatre guanyadors del grup van ser cap de sèrie, i els quatre subcampions de grup no ho eren. Els equips cap de sèrie es van sortejar contra els equips que no eren cap de sèrie, amb els equips cap de sèrie acollint el partit de tornada. Els equips d'un mateix grup no es van poder emparellar entre ells.
- També es va fer un sorteig per determinar quin guanyador de la semifinal era designat com a equip "de casa" per a la final (a efectes administratius, ja que es juga en un lloc neutral).

### Quadre
|  | Quarts de final     | Quarts de final     | Quarts de final | Quarts de final |   |           | Semifinals | Semifinals | Semifinals | Semifinals |  |  | Final     | Final |
|  |                     |                     |                 |                 |   |           |            |            |            |            |  |  |           |       |
|  | Brann               | 1                   | 1               | 2               |   |           |            |            |            |            |  |  |           |       |
|  | Barcelona           | 2                   | 3               | 5               |   |           |            |            |            |            |  |  |           |       |
|  | Barcelona           | 2                   | 3               | 5               |   | Barcelona | 0          | 2          | 2          |            |  |  |           |       |
|  |                     |                     |                 |                 |   | Barcelona | 0          | 2          | 2          |            |  |  |           |       |
|  |                     | Chelsea             | 1               | 0               | 1 |           |            |            |            |            |  |  |           |       |
|  | Ajax                | Chelsea             | 1               | 0               | 1 | 0         | 1          | 1          |            |            |  |  |           |       |
|  | Ajax                |                     |                 |                 |   | 0         | 1          | 1          |            |            |  |  |           |       |
|  | Chelsea             | 3                   | 1               | 4               |   |           |            |            |            |            |  |  |           |       |
|  |                     |                     |                 |                 |   |           |            |            |            |            |  |  | Barcelona | 2     |
|  |                     |                     | Lyon            | 0               |   |           |            |            |            |            |  |  |           |       |
|  | Benfica             | 1                   | 1               | 2               |   |           |            |            |            |            |  |  |           |       |
|  | Lyon                | 2                   | 4               | 6               |   |           |            |            |            |            |  |  |           |       |
|  | Lyon                | 2                   | 4               | 6               |   | Lyon      | 3          | 2          | 5          |            |  |  |           |       |
|  |                     |                     |                 |                 |   | Lyon      | 3          | 2          | 5          |            |  |  |           |       |
|  |                     | Paris Saint-Germain | 2               | 1               | 3 |           |            |            |            |            |  |  |           |       |
|  | Häcken              | Paris Saint-Germain | 2               | 1               | 3 | 1         | 0          | 1          |            |            |  |  |           |       |
|  | Häcken              |                     |                 |                 |   | 1         | 0          | 1          |            |            |  |  |           |       |
|  | Paris Saint-Germain | 2                   | 3               | 5               |   |           |            |            |            |            |  |  |           |       |

### Quarts de final
El sorteig d'aparellaments dels quarts de final va tenir lloc a Nyon el 6 de febrer de 2024. L'anada es va jugar els dies 19 i 20 de març, mentre que la tornada es va jugar els dies 27 i 28 de març de 2024.
| Equip 1 | Global | Equip 2             | Anada | Tornada |
| ------- | ------ | ------------------- | ----- | ------- |
| Brann   | 2-5    | Barcelona           | 1-2   | 1-3     |
| Benfica | 2-6    | Lyon                | 1-2   | 1-4     |
| Ajax    | 1-4    | Chelsea             | 0-3   | 1-1     |
| Häcken  | 1-5    | Paris Saint-Germain | 1-2   | 0-3     |

#### Partits
| Brann      | 1-2     | Barcelona                         |
| ---------- | ------- | --------------------------------- |
| Kvamme 39' | Informe | Graham Hansen 9' · Paralluelo 72' |

| Barcelona                                   | 3–1     | Brann         |
| ------------------------------------------- | ------- | ------------- |
| Aitana 24' · Rolfö 56' · Patri Guijarro 88' | Informe | Svendheim 70' |

Barcelona guanya 5–2 en el global.
| Benfica   | 1-2     | Lyon                        |
| --------- | ------- | --------------------------- |
| Faria 43' | Informe | Cascarino 63' · Däbritz 79' |

| Lyon                                    | 4–1     | Benfica    |
| --------------------------------------- | ------- | ---------- |
| Cascarino 43', 51' · Diani 90+1', 90+6' | Informe | Alidou 45' |

Lyon guanya 6–2 en el global.
| Ajax | 0-3     | Chelsea                     |
| ---- | ------- | --------------------------- |
|      | Informe | James 19' · Nüsken 44', 83' |

| Chelsea     | 1-1     | Ajax      |
| ----------- | ------- | --------- |
| Ramírez 33' | Informe | Grant 65' |

Chelsea guanya 4–1 en el global.
| Häcken     | 1–2     | Paris Saint-Germain        |
| ---------- | ------- | -------------------------- |
| Kafaji 42' | Informe | Gaetino 23' · Chawinga 74' |

| Paris Saint-Germain                    | 3–0     | Häcken |
| -------------------------------------- | ------- | ------ |
| Chawinga 27' · Albert 70' · Katoto 74' | Informe |        |

Paris Saint-Germain guanya 5–1 en el global.

### Semifinals
El sorteig dels emparellaments per a les semifinals es va fer a Nyon el 10 de febrer de 2024 a continuació de la definició dels emparellaments per als quarts de final. L'anada es va jugar els dies 20 i 21 d'abril de 2024, mentre que la tornada es va jugar els dies 27 i 28 d'abril de 2024.
| Equip 1   | Global | Equip 2             | Anada | Tornada |
| --------- | ------ | ------------------- | ----- | ------- |
| Barcelona | 2-1    | Chelsea             | 0-1   | 2-0     |
| Lyon      | 5-3    | Paris Saint-Germain | 3-2   | 2-1     |

#### Partits
| Barcelona | 0–1     | Chelsea      |
| --------- | ------- | ------------ |
|           | Informe | Cuthbert 40' |

| Chelsea | 0–2     | Barcelona                     |
| ------- | ------- | ----------------------------- |
|         | Informe | Aitana 25' · Rolfö 75' (pen.) |

Barcelona guanya 2–1 en el global.
| Lyon                                 | 3–2     | Paris Saint-Germain |
| ------------------------------------ | ------- | ------------------- |
| Diani 80' · Dumornay 85' · Majri 86' | Informe | Katoto 44', 48'     |

| Paris Saint-Germain | 1-2     | Lyon                    |
| ------------------- | ------- | ----------------------- |
| Chawinga 41'        | Informe | Bacha 3' · Dumornay 81' |

Lyon guanya 5-3 en el global.

### Final
El 6 de febrer de 2024 es va fer un sorteig (després dels sortejos de quarts de final i semifinals), per determinar quin guanyador de la semifinal seria designat com a equip "local" a efectes administratius, a la seu de la UEFA a Nyon, Suïssa.
| Barcelona                 | 2-0     | Lyon |
| ------------------------- | ------- | ---- |
| Aitana 63' · Alèxia 90+5' | Informe |      |

| Barcelona | Lyon |

| GK               | 13 | Cata Coll              |       |       |
| RB               | 15 | Lucy Bronze            |       |       |
| CB               | 2  | Irene Paredes          |       |       |
| CB               | 23 | Ingrid Syrstad Engen   |       |       |
| LB               | 16 | Fridolina Rolfö        |       | 66'   |
| CM               | 14 | Aitana Bonmatí         |       |       |
| CM               | 21 | Keira Walsh            |       | 90+2' |
| CM               | 12 | Patricia Guijarro (c)  |       |       |
| RF               | 10 | Caroline Graham Hansen |       |       |
| CF               | 7  | Salma Paralluelo       |       | 85'   |
| LF               | 9  | Mariona Caldentey      |       | 90+2' |
| Substitutes:     |    |                        |       |       |
| GK               | 1  | Sandra Paños           |       |       |
| GK               | 25 | Gemma Font             |       |       |
| DF               | 4  | Mapi León              |       |       |
| DF               | 5  | Jana Fernández         |       |       |
| DF               | 8  | Marta Torrejón         |       |       |
| DF               | 22 | Ona Batlle             |       | 66'   |
| DF               | 34 | Martina Fernández      |       |       |
| MF               | 11 | Alexia Putellas (c)    | 90+6' | 90+2' |
| MF               | 30 | Vicky López            |       |       |
| FW               | 6  | Clàudia Pina           |       | 90+2' |
| FW               | 19 | Bruna Vilamala         |       |       |
| FW               | 24 | Esmee Brugts           |       | 85'   |
| Manager:         |    |                        |       |       |
| Jonatan Giráldez |    |                        |       |       |

| GK              | 1  | Christiane Endler    | 90+7' |     |
| RB              | 12 | Ellie Carpenter      |       |     |
| CB              | 3  | Wendie Renard (c)    | 70'   |     |
| CB              | 21 | Vanessa Gilles       |       | 81' |
| LB              | 4  | Selma Bacha          |       |     |
| CM              | 26 | Lindsey Horan        |       |     |
| CM              | 13 | Damaris Egurrola     |       |     |
| CM              | 17 | Daniëlle van de Donk |       | 81' |
| RF              | 11 | Kadidiatou Diani     |       |     |
| CF              | 6  | Melchie Dumornay     |       |     |
| LF              | 20 | Delphine Cascarino   |       | 63' |
| Substitutes:    |    |                      |       |     |
| GK              | 16 | Féerine Belhadj      |       |     |
| GK              | 30 | Laura Benkarth       |       |     |
| DF              | 5  | Perle Morroni        |       |     |
| DF              | 18 | Alice Sombath        |       |     |
| DF              | 24 | Alice Marques        |       |     |
| DF              | 29 | Griedge Mbock Bathy  |       |     |
| MF              | 7  | Amel Majri           |       | 63' |
| MF              | 10 | Dzsenifer Marozsán   |       |     |
| FW              | 14 | Ada Hegerberg        |       | 81' |
| FW              | 27 | Vicki Bècho          |       | 81' |
| Manager:        |    |                      |       |     |
| Sonia Bompastor |    |                      |       |     |

Jugadora del partit:
Aitana Bonmatí
Àrbitres assistents:
Natalie Aspinall (Anglaterra)

Emily Carney (Anglaterra)

Quart àrbitre:
Ivana Martinčić (Croàcia)

Àrbitre assistent reserva:
Sanja Rođak-Karšić (Croàcia)

Àrbitre assistent de vídeo:
Stuart Attwell (Anglaterra)

Assistent de l'àrbitre de video:
Katrin Rafalski (Alemanya)

Assistent de suport de video:
Katalin Kulcsár (Hongria)

| Normes del partit - 90 minuts. - 30 minuts de pròrroga si cal. - Llançaments des del punt de penal si es manté l'empat. - Dotze suplents. - Màxim de cinc substitucions, amb una sisena permesa si hi ha pròrroga. |

## Estadístiques
Les estadístiques exclouen les rondes classificatòries.

### Màximes golejadores
A 25 maig 2024 
| Clas | Jugadora                | Equip               | Gols |
| ---- | ----------------------- | ------------------- | ---- |
| 1    | Kadidiatou Diani        | Olympique Lyonnais  | 9    |
| 2    | Marie-Antoinette Katoto | Paris Saint-Germain | 9    |
| 3    | Salma Paralluelo        | Barcelona           | 6    |
| 3    | Aitana Bonmatí          | Barcelona           | 6    |
| 3    | Caroline Graham Hansen  | Barcelona           | 5    |
| 3    | Marie-Yasmine Alidou    | Benfica             | 5    |
| 3    | Ada Hegerberg           | Lyon                | 5    |
| 3    | Sam Kerr                | Chelsea             | 5    |
| 9    | Tabitha Chawinga        | Paris Saint-Germain | 4    |
| 9    | Sara Däbritz            | Lyon                | 4    |
| 9    | Valentina Giacinti      | Roma                | 4    |
| 9    | Manuela Giugliano       | Roma                | 4    |
| 9    | Patri Guijarro          | Barcelona           | 4    |
| 9    | Rosa Kafaji             | BK Häcken           | 4    |

### Les màximes assistents
A 25 maig de 2024 
| Clas | Jugador                   | Equip               | Ass. |
| ---- | ------------------------- | ------------------- | ---- |
| 1    | Aitana Bonmatí            | Barcelona           | 6    |
| 2    | Caroline Graham Hansen    | Barcelona           | 5    |
| 3    | Manuela Giugliano         | Roma                | 4    |
| 3    | Lucy Bronze               | Barcelona           | 4    |
| 5    | Clàudia Pina              | Barcelona           | 3    |
| 5    | Mariona Caldentey         | Barcelona           | 3    |
| 5    | Guro Reiten               | Chelsea             | 3    |
| 5    | Daniëlle van de Donk      | Olympique Lyonnais  | 3    |
| 5    | Dumornay                  | Olympique Lyonnais  | 3    |
| 5    | Grace Geyoro              | Paris Saint-Germain | 3    |
| 5    | Ona Batlle                | Barcelona           | 3    |
| 5    | Glódís Perla Viggósdóttir | Bayern Munich       | 3    |

### Equip de la temporada
El grup d'estudis tècnics de la UEFA va seleccionar les següents jugadores com onze ideal del torneig.
| Posició | Jugadora               | Equip              |
| ------- | ---------------------- | ------------------ |
| POR     | Christiane Endler      | Olympique Lyonnais |
| DF      | Lucy Bronze            | Barcelona          |
| DF      | Irene Paredes          | Barcelona          |
| DF      | Jess Carter            | Chelsea            |
| DF      | Selma Bacha            | Olympique Lyonnais |
| MG      | Patricia Guijarro      | Barcelona          |
| MG      | Aitana Bonmatí         | Barcelona          |
| MG      | Lindsey Horan          | Olympique Lyonnais |
| DV      | Caroline Graham Hansen | Barcelona          |
| DV      | Tabitha Chawinga       | Olympique Lyonnais |
| DV      | Kadidiatou Diani       | Olympique Lyonnais |

### Jugadora de la temporada
- Aitana Bonmatí ( Barcelona)[23]

### Jugadora jove de la temporada
- Melchie Dumornay ( Olympique Lyonnais)[24]